# Chris Donnelly
Christopher Nigel Donnelly  (geb. 10. November 1946 in Rochdale, Lancashire, Großbritannien) ist ein lange Zeit in der NATO wirkender britischer Militärwissenschaftler und Reserveoffizier. Er ist Fachmann für Verteidigung, Sicherheit und Außenpolitik. Zurzeit ist er Direktor des Institute for Statecraft (IfS), das seinen Sitz in Fife, Schottland, hat und dessen Hauptbüro (head office) laut LobbyFacts in Two Temple Place, London, liegt.

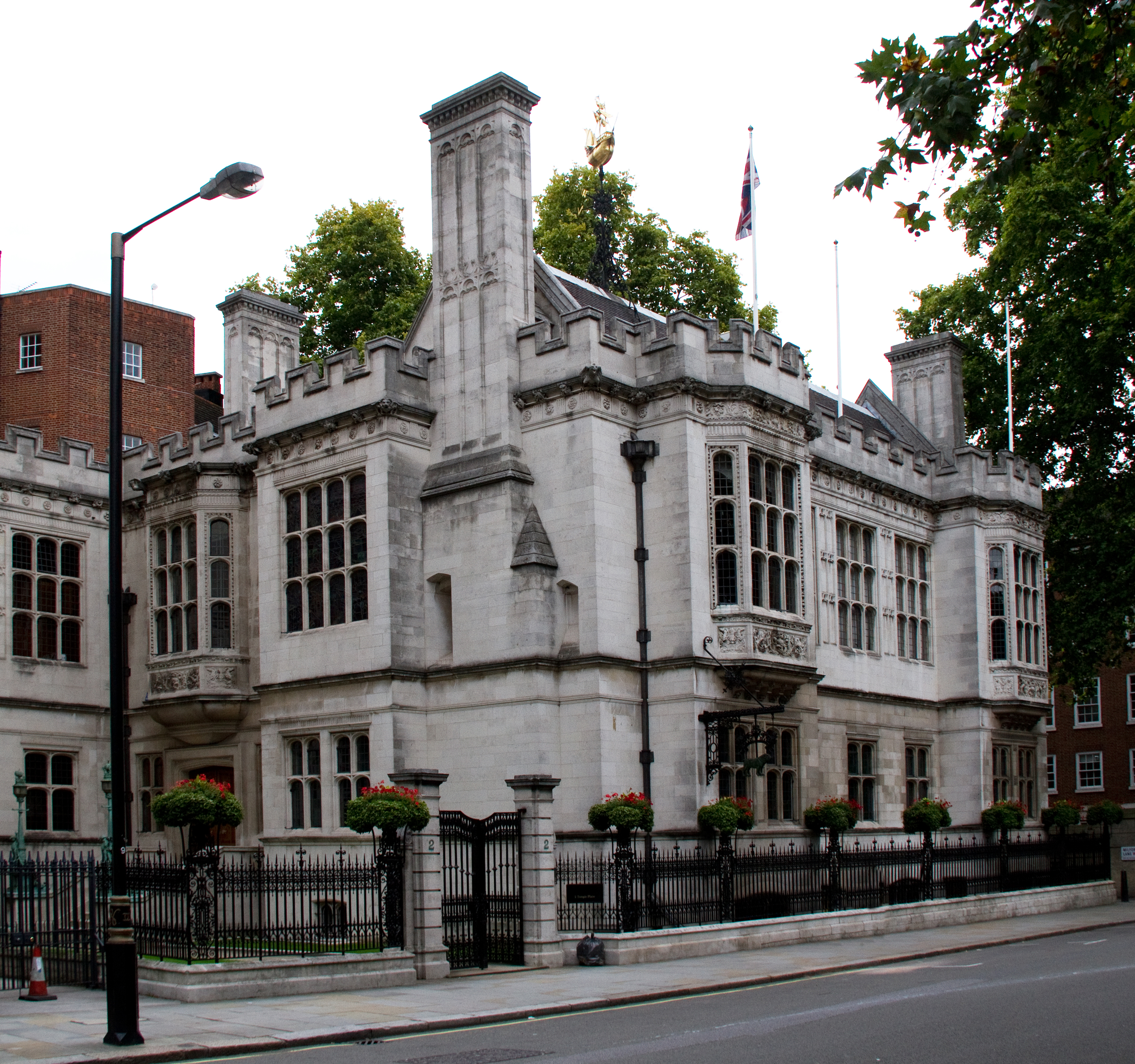
2 Temple Place in London

## Biographie
Chris Donnelly wurde am 10. November 1946 in Rochdale, Lancashire, als Sohn von Anthony Donnelly und Dorothy M. Morris geboren. Er besuchte die Cardinal Langley School in Middleton, Lancashire. 1969  schloss er sein Studium an der Universität Manchester ab. Von 1970 bis 1993 diente er als Reserveoffizier in der British Territorial Army. Er arbeitete von 1989 bis 2003 als Sonderberater für mittel- und osteuropäische Angelegenheiten von vier NATO-Generalsekretären,  zuletzt für Lord Robertson. Er war Berater des Außenministers von Litauen. Bevor er 1989 zur NATO kam, war er zwanzig Jahre lang an der Royal Military Academy Sandhurst tätig, zunächst als Ausbilder für Russische und sowjetische Studien und ab 1973 als Mitglied des Soviet Studies Research Centre (Forschungszentrum für Sowjetstudien), das er von 1979 bis 1989 leitete. Als Adjunct Professor lehrte er an der Carnegie Mellon University (1985–89) und an der Georgia Technical University (1989–93). Er war Gründer und Leiter der Advanced Research and Assessment Group an der Defence Academy of the United Kingdom 2003–2007, Senior Fellow 2007–10. Zu seinen Forschungsinteressen zählen die Reform der Verteidigungs- und Sicherheitseinrichtungen in den mittel- und osteuropäischen Ländern nach dem Ende des Kalten Krieges sowie die Entwicklung der Zusammenarbeit zwischen den östlichen und westlichen Verteidigungseinrichtungen.
Donnelly hat verschiedene Bücher veröffentlicht, darunter Red Banner - the Soviet Military System in Peace and War (1988), und ist Verfasser zahlreicher Artikel zu russischen und sowjetischen militärischen und politischen Fragen sowie zu osteuropäischen Verteidigungs- und Sicherheitsfragen. Zu den Ehrungen und Auszeichnungen, die er erhalten hat, zählen die eines Honorary Colonel der Specialist Group Military Intelligence (SGMI) und eines Commanders (Großkreuz) des Ordens des Großfürsten Gediminas (Litauen) 2002. Er ist seit 1971 mit Jill Norris verheiratet, sie haben einen Sohn und eine Tochter.

## Publikationen
- Heirs of Clausewitz : change and continuity in the Soviet war machine. London: Alliance Publishers, for the Institute for European Defence & Strategic Studies, 1985. Occasional paper (Institute for European Defence & Strategic Studies), no. 16.
- Red Banner. Soviet Military System in Peace and War. 1988
- War and the Soviet Union. 1990
- (Hrsg.) Gorbachev's Revolution : Economic Pressures and Defence Realities Coulsdon, Surrey: Jane’s Information Group, 1989 *
- Nations, Alliances and Security: A Collection of Writings. Budapest: Akadémiai Kiadó 2004
- War in Peactime and Ambiguous warfare and the resurgence of the Russian Military, COMEC OCCASIONAL PAPER. No 9., November 2017 online einsehbar